# Verlag des dritten Reiches
Der Verlag des dritten Reiches war ein kleiner Verlag in Dresden. Er wurde vermutlich gegründet und ausschließlich getragen von Rolf Engert. Es wurden nur sehr wenige Drucke in der Zeit von 1919 bis 1924 veröffentlicht, ausschließlich von Rolf Engert und Max Stirner, dessen Texte von Engert mit Nachworten versehen wurden. Dies lässt darauf schließen, dass es sich um eine Art Selbstverlag handelt. Der Name des Verlags bezieht sich auf die Verwendung des Begriffes im Deutschen Kaiserreich und dabei vor allem auf Henrik Ibsen.
Die Datierung der Drucke erfolgte nach „Stirners Einzigem“, das bedeutet die Jahre nach dem Erscheinen von Der Einzige und sein Eigentum.

„Der Verlag des dritten Reiches unternimmt es, die geistigen Grundlagen des von Henrik Ibsen verkündeten, von Max Stirner heraufgeführten, von Silvio Gesell wirtschaftlich fundierten dritten Reiches, des Mannesalters der Menschheit, der Zeit bejahter und bewußt ausgestalteter Einzigkeit des Einzelnen, auf allen Lebensgebieten zu erschaffen, so den radikalen Individualismus mit allen seinen Konsequenzen verwirklichend. Da grundsätzlich von dem Verlag ausgeschlossen bleibt, was nicht mit letzter Entschiedenheit und Bewußtheit diesen neuen Geist bereits atmet und dem dritten Reiche schon irgendwie zugehört, so wird der Verlag bei aller Weite seines Programms auf eine trügerische Fülle Verzicht leisten und statt dessen in allmählicher, stetiger Arbeit Stein um Stein zu dem Gebäude der Zukunft zusammenfügen. Ein solcher Aufbau wird aber zugleich ein Niederreißen alles Abgelebten und Morschen ringsum in sich schließen. Denn nur so kann sich jene Zukunft, die heute erst wenige Vereinzelte zu erfassen vermögen, zu lebbarer, ja gelebter Gegenwart wandeln.“

## Veröffentlichungen
- Rolf Engert: Frühfeuer. Gedichte, 1919.
- Neue Beiträge zur Stirnerforschung (Schriftenreihe), 1920–1924.
  - 1: Max Stirner: Ueber Schulgesetze (1834). Mit einer Einführung von Rolf Engert, 1920.
  - 2./3. Das Bildnis Max Stirners. Mit erläuternden Ausführungen von Rolf Engert, 1921
  - Stirner-Dokumente <in Faksimilewiedergabe>. Mit einem Nachwort von Rolf Engert, 1923.
- Rolf Engert: Frieden und Freiheit: Vorlesung …, 1923 (Robert Müller Buchdruckerei Potsdam).